# Schleswig (regione)

Lo stemma dello Schleswig.

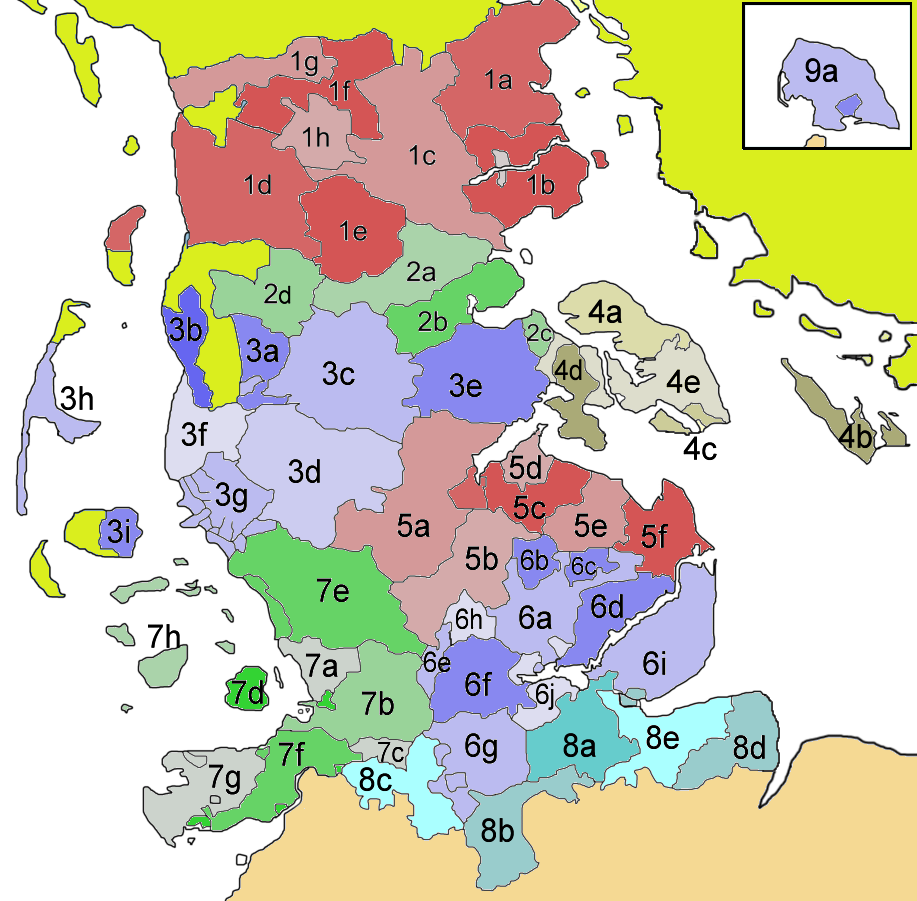
Schleswig / Sønderjylland.

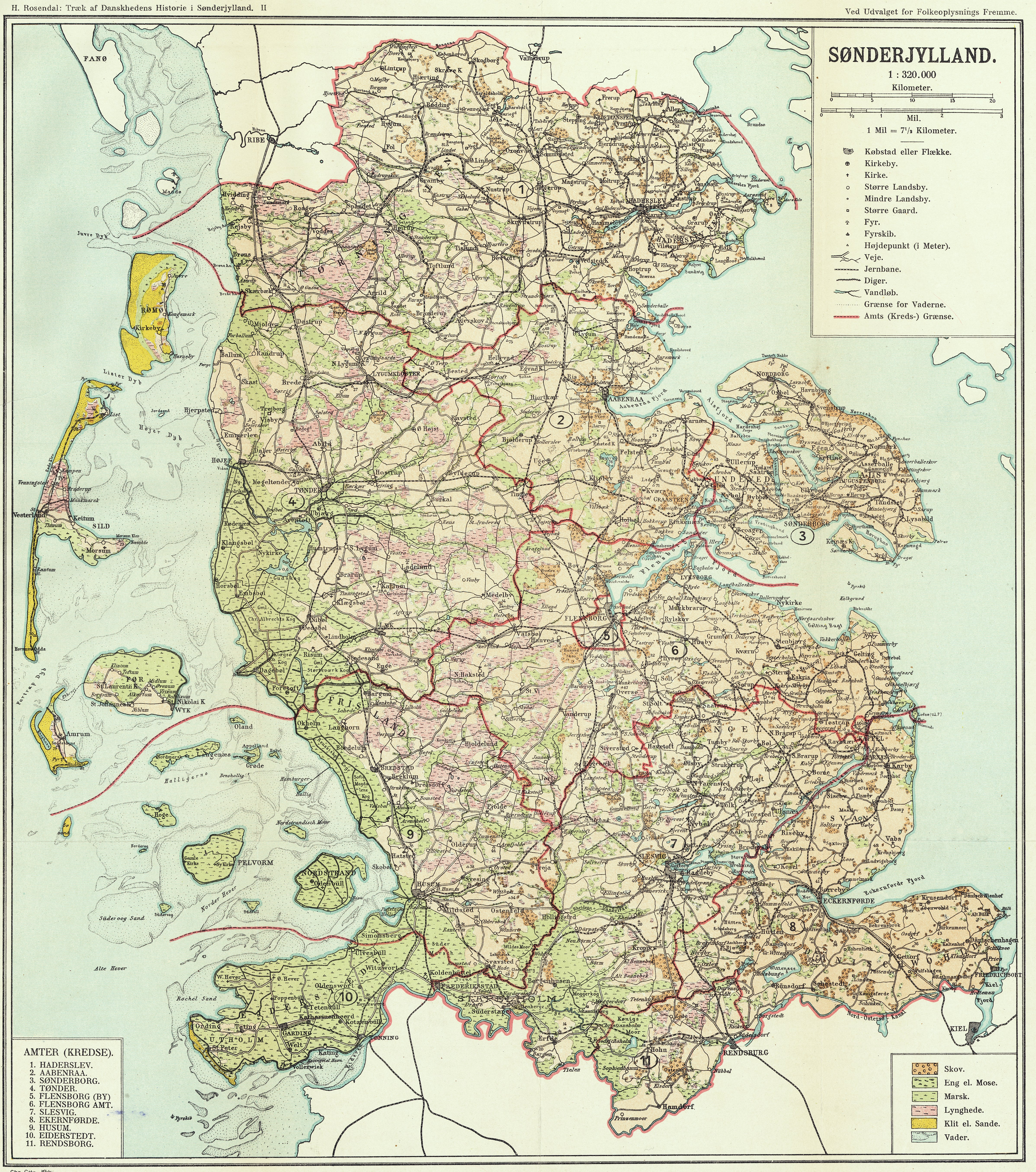
Schleswig / Sønderjylland nel 1918.

Lo Schleswig (Sønderjylland o Slesvig in danese) è una regione dell'Europa settentrionale, che copre circa 60 km a nord e 70 km a sud del confine tra la Germania e la Danimarca. Al giorno d'oggi appartiene a due stati: la parte settentrionale è danese, quella meridionale è tedesca (e fa parte dello stato federale dello Schleswig-Holstein).
L'importanza strategica dell'area sta nel trasferimento di merci tra il Mare del Nord ed il Mar Baltico, connessione tra le vie di trasporto che arrivano dalla Russia e giungono fino al Reno ed all'Oceano Atlantico.

## Storia

### Epoca antica e Medioevo
Lo Schleswig era un ducato danese che si ingrandì a partire dall'XI-XII secolo. I matrimoni politici instaurarono una stretta connessione con il ducato tedesco dell'Holstein dal XV secolo. L'Holstein era un territorio subordinato al Sacro Romano Impero, mentre lo Schleswig rimase dipendente dalla Danimarca. Questo causò diverse dispute tra Germania e Danimarca nel XIX secolo, quando le idee di stato nazionale guadagnarono il supporto popolare. Il titolo di Duca di Schleswig fu adottato dai re di Danimarca nel 1460 e l'area rimase sotto controllo danese fino al 1864. Nel 1864 lo Schleswig e l'Holstein diventarono parte della Prussia (come provincia di Schleswig-Holstein) fino ad un plebiscito nel 1920, che divise la regione tra Danimarca (a cui andò lo Schleswig settentrionale) e Germania (a cui rimase lo Schleswig meridionale).
Secondo le fonti romane, gli Juti (da cui lo Jutland prende il nome) si stabilirono a nord del fiume Eider e gli Angli a sud. Nell'Alto Medioevo la regione era abitata da tre gruppi, tutti con le loro proprie (relazionate) lingue:
- i Danesi (compresi gli juti assimilati), che vivevano a nord del Danevirke e della baia di Eckernförde, e parlavano il danese;
- i Frisoni, che vivevano nella maggior parte della Frisia settentrionale, comprese le Isole Frisone Settentrionali, e parlavano il frisone settentrionale;
- i Sassoni (compresi i Wagri ed i Vendi germanizzati), che vivevano nell'area a sud dei Danesi e dei Frisoni, e parlavano il tedesco.

Nel corso del XIV secolo, la popolazione degli Schwansen iniziò a parlare il basso tedesco insieme al danese, ma i confini etnici rimasero notevolmente stabili fino al 1800 circa, con l'eccezione della popolazione delle città che divenne sempre più germanica a partire dal XIV secolo.
Gli Juti, gli Angli ed alcuni Sassoni si trasferirono in Inghilterra dove fondarono diversi regni (il regno degli Juti, il Regno del Kent).
Durante la prima età vichinga, tra l'VIII ed il X secolo si formarono alcuni piccoli regni. Haithabu, il più grande centro commerciale della Scandinavia, si trovava in questa regione, dove sorgevano anche le fortificazioni ad incastro note come Danevirke. La loro costruzione, ed in particolare la loro grande espansione intorno al 737, è stata interpretata come un'indicazione dell'emergere di uno stato danese unificato.
Verso la fine dell'Alto Medioevo, lo Schleswig fece parte delle terre storiche di Danimarca, quando la Danimarca fu unificata da una serie di piccole fortezze tra l'VIII ed il X secolo.
Dopo aver sconfitto i Sassoni, Carlo Magno si spinse a sud fino allo Schleswig e firmò il trattato di Heiligen nell'811 con il re danese Hemming, stabilendo il confine tra i due Paesi sul fiume Eider. Nel corso del X secolo, divenne un pomo della discordia tra la Regno dei Franchi Orientali e la Danimarca e furono combattute diverse guerre per il suo possesso. Nel 974, l'imperatore Ottone II concluse con successo una campagna per la costruzione di una fortezza, che fu rasa al suolo da Sweyn Forkbeard nel 983. Nel 1027, l'imperatore Corrado II e il re Canuto il Grande ristabilirono il confine con l'Edera.4 Nel 1115, il re Nicola I di Danimarca creò per il nipote Canuto Lavard - figlio del suo predecessore Eric I di Danimarca - il titolo di jarl di Schleswig, e poco dopo il beneficiario iniziò a essere chiamato duca di Schleswig.
La popolazione dello Schleswig era composta da Danesi a nord del Dannevirke e dello Schlei e nella penisola di Schwansen, da Frisoni del nord sulla costa sud-occidentale e da Sassoni a sud. Nel corso del XIV secolo la popolazione dello Schwansen iniziò a parlare tedesco, ma i confini etnici rimasero invariati fino al 1800 circa, con l'eccezione delle città che erano state germanizzate dal XIV secolo.
Intorno al 1230, lo Jutland meridionale (Ducato di Schleswig) fu concesso come appannaggio ad Abel Valdemarsen, nipote di Canuto e figlio minore del re Valdemaro II di Danimarca. Abel, dopo essersi impadronito per breve tempo del trono danese, lasciò il suo ducato ai suoi figli ed ai loro successori, i quali fecero valere le loro pretese al trono danese per gran parte del secolo successivo, tanto che i re danesi erano in contrasto con i loro cugini, i duchi di Schleswig. Le faide e le alleanze matrimoniali portarono i discendenti di Abel (la dinastia degli Schauenburger) a stabilire uno stretto legame con il ducato tedesco di Holstein nel XV secolo. Quest'ultimo fu un feudo subordinato del Sacro Romano Impero, mentre lo Schleswig rimase un feudo danese. Questa duplice lealtà sarebbe diventata la principale radice della disputa tra gli Stati tedeschi e la Danimarca nel XIX secolo, quando le idee del nazionalismo romantico e dello Stato nazionale ottennero un sostegno popolare.

### Epoca moderna
Il titolo di duca di Schleswig fu ereditato nel 1460 dai re ereditari di Norvegia, che venivano regolarmente eletti anche come re di Danimarca contemporaneamente, e dai loro figli (a differenza della Danimarca, che non era ereditaria). Si trattava di un'anomalia: un re con un titolo ducale, di cui lui, in quanto re, era la fonte e il feudatario. Il titolo e l'anomalia sono sopravvissuti presumibilmente perché già detenuti co-regalmente dai figli del re. Tra il 1544 e il 1713-1720 il regno ducale era diventato un condominio, con il ducato di Oldenburg e il suo ramo cadetto, la casa di Holstein-Gottorp, che detenevano congiuntamente la quota. Un terzo ramo del condominio, l'effimero casato di Haderslev, si era già estinto nel 1580 al tempo di Giovanni di Schleswig-Holstein.
Dopo la Riforma protestante, quando il latino fu sostituito dalle lingue vernacolari come lingua delle funzioni religiose, la diocesi di Schleswig fu divisa e fu creato l'arcidiaconato autonomo di Haderslev. Sulla costa occidentale, la diocesi danese di Ribe si è fermata a circa 5 km a nord dell'attuale confine. Ciò creò una nuova linea di demarcazione culturale nel ducato, poiché nella diocesi di Schleswig si usava il tedesco per le funzioni religiose e l'insegnamento, mentre nella diocesi di Ribe e nell'arcidiaconato di Haderslev si usava il danese. Questa linea corrisponde molto bene al confine odierno.
Nel XVII secolo, una serie di guerre tra Danimarca e Svezia - che la Danimarca perse - devastò economicamente la regione. Tuttavia, la nobiltà rispose con un nuovo sistema agricolo che ripristinò la prosperità. Nel periodo compreso tra il 1600 e il 1800, la regione conobbe la crescita del manierismo del tipo comune alle regioni produttrici di segale della Germania orientale. I manieri erano grandi proprietà con lavori svolti da contadini feudali. Erano specializzati in prodotti lattiero-caseari di alta qualità. Il maniero feudale si combinava con la modernizzazione tecnica e la distinzione tra lavoro non retribuito e retribuito era spesso vaga. Il sistema feudale fu gradualmente abolito alla fine del XVIII secolo, a partire dalle terre della Corona danese nel 1765 e successivamente dalle proprietà della nobiltà. Nel 1805 fu abolita la servitù della gleba e le riforme dei regimi fondiari permisero agli ex contadini di possedere le proprie aziende agricole.
Dal 1800 al 1840 circa, la popolazione di lingua danese della penisola di Angeln, tra Schleswig e Flensburgo, iniziò a passare al basso tedesco e, nello stesso periodo, anche molti frisoni settentrionali passarono al basso tedesco. Questo spostamento linguistico ha creato una nuova linea di demarcazione de facto tra i parlanti tedeschi e danesi a nord di Tønder ed a sud di Flensburgo.
A partire dagli anni trenta del XIX secolo, ampi segmenti della popolazione iniziarono a identificarsi con la nazionalità tedesca o danese e si mobilitarono politicamente. In Danimarca, il Partito Nazionale Liberale utilizzò la questione dello Schleswig come parte della sua campagna di agitazione e chiese che il ducato fosse incorporato nel regno danese con lo slogan "Danimarca all'Eider". Ciò provocò un conflitto tra la Danimarca e gli Stati tedeschi che, basandosi sull'unione indivisibile di Schleswig e Holstein, proclamarono entrambi i ducati come tedeschi e portarono alla Questione dello Schleswig-Holstein del XIX secolo. Quando i nazional-liberali salirono al potere in Danimarca nel 1848, ciò provocò una rivolta dell'etnia tedesca che sosteneva il legame dello Schleswig con l'Holstein. Ciò portò alla prima guerra dello Schleswig. La Danimarca fu vittoriosa e alle truppe prussiane fu ordinato di ritirarsi dallo Schleswig e dall'Holstein dopo il Protocollo di Londra del 1852, in seguito all'intervento delle potenze europee.
La Danimarca tentò nuovamente di integrare lo Schleswig, creando una nuova costituzione comune (la cosiddetta Costituzione di novembre) per la Danimarca e lo Schleswig nel 1863, ma la Confederazione tedesca, guidata da Prussia e Austria, sconfisse i danesi nella seconda guerra dello Schleswig l'anno successivo. La Prussia e l'Austria assunsero l'amministrazione rispettivamente dello Schleswig e dell'Holstein con la Convenzione di Gastein del 14 agosto 1865. Tuttavia, le tensioni tra le due potenze culminarono nella guerra austro-prussiana del 1866. Con la pace di Praga, i prussiani vittoriosi annettono sia lo Schleswig che l'Holstein, creando la provincia dello Schleswig-Holstein. Si è prevista la cessione dello Schleswig settentrionale alla Danimarca, in attesa di un voto popolare a favore. Nel 1878, tuttavia, l'Austria fece marcia indietro e la Danimarca, in un trattato del 1907 con la Germania, riconobbe che, per accordo tra Austria e Prussia, il confine tra Prussia e Danimarca era stato definitivamente stabilito.

### Dal 1900
Il trattato di Versailles prevedeva che si tenessero dei plebisciti per determinare la proprietà della regione. Di conseguenza, nel 1920 si tennero due referendum che portarono alla spartizione della regione. Lo Schleswig settentrionale ha votato con una maggioranza del 75% per unirsi alla Danimarca, mentre lo Schleswig centrale ha votato con una maggioranza dell'80% per rimanere parte della Germania. Nello Schleswig meridionale non è stato indetto alcun referendum, poiché il probabile esito era scontato. Il nome Schleswig meridionale è ora utilizzato per tutto lo Schleswig tedesco. Questa decisione ha lasciato minoranze consistenti su entrambi i lati del nuovo confine.
Dopo la seconda guerra mondiale, una parte consistente della popolazione tedesca dello Schleswig meridionale ha cambiato la propria nazionalità e si è dichiarata danese. Questo cambiamento fu causato da una serie di fattori, soprattutto la sconfitta tedesca e l'afflusso di un gran numero di rifugiati dalla Germania orientale, la cui cultura ed il cui aspetto differivano dai tedeschi locali, che erano per lo più discendenti di famiglie danesi che avevano cambiato la loro nazionalità nel XIX secolo. Il cambiamento ha creato una maggioranza danese temporanea nella regione e la richiesta di un nuovo referendum da parte della popolazione danese dello Schleswig meridionale e di alcuni politici danesi, tra cui il primo ministro Knud Kristensen. Tuttavia, la maggioranza del parlamento danese si è rifiutata di sostenere un referendum nello Schleswig meridionale, temendo che i "nuovi danesi" non fossero sinceri nel loro cambiamento di nazionalità. Questo si è rivelato essere il caso e, a partire dal 1948, la popolazione danese ha iniziato a ridursi nuovamente. All'inizio degli anni Cinquanta, tuttavia, si era stabilizzato a un livello quattro volte superiore a quello prebellico.
Nelle dichiarazioni di Copenaghen e Bonn del 1955, la Germania Ovest e la Danimarca si sono impegnate a mantenere i diritti delle loro popolazioni minoritarie. Oggi, entrambe le parti (la Germania nel suo complesso) collaborano come Euroregione nonostante il confine nazionale che divide l'ex ducato. Poiché Danimarca e Germania fanno parte dello spazio Schengen, non ci sono controlli alle frontiere.